# Didi Zill
Dieter Zill (* 1938 in Berlin), bekannt als Didi Zill, ist ein deutscher Musiker und Fotograf, der als Fotograf der Jugendzeitschrift Bravo bekannt wurde.

## Biographie
Bekannt wurde Didi Zill erstmals als Musiker gemeinsam mit seiner Band Didi & his ABC Boys, die im Stil von The Beatles deutsche Beatmusik aufnahm und vor allem mit dem Album Beat from Berlin (1965), einem Album mit deutschsprachigen Coverversionen bekannter Beatles-Songs, Erfolg hatte. Sie trat national und international auf, unter anderem im Vorprogramm von Bill Haley, Little Richard und den Rolling Stones auf deren beiden Tourneen in den 1960er Jahren. Nach der Auflösung wurde Dieter Zill Disc-Jockey.
Im Jahr 1968 veröffentlichte er zusammen mit der Band The Batmen eine Single zum damaligen Start der Begeisterung für die Figur Batman mit Adam West.
In den 1970er Jahren veröffentlichte er recht erfolgreich unter seinem Namen mehrere Singles (u. a. Hoch lebe Rock´n Roll, Fremder, Das Erste Mal) und eine LP.
Im Jahr 1969 ging er zur Jugendzeitschrift Bravo und wurde Fotograf und Fotoredakteur. Dabei fotografierte er unter anderem auf seiner ersten großen USA-Reise Sonny & Cher, Creedence Clearwater Revival und die Stars der Westernserie High Chaparral. In den nächsten Jahren folgten viele weitere Aufträge, bei denen er unter anderem Neil Diamond, Ike & Tina Turner, Jethro Tull, Baccara, Peter Fonda, Ringo Starr, Paul McCartney, Pink Floyd, Queen und Deep Purple traf und fotografierte. Für die Bellamy Brothers, Deep Purple, Peter Maffay, Udo Jürgens, die deutsche Fußballnationalmannschaft und Boney M entwarf er zudem eine Reihe von LP- und Single-Covers.
Zu den Bands und Künstlern, die er in den 1980er Jahren ablichtete, gehörten u. a. Depeche Mode, Duran Duran, Cyndi Lauper, Shakin Stevens und Boy George bzw. Culture Club sowie Vertreter der Neuen Deutschen Welle wie Nena, Markus, Ideal, Trio, Kraftwerk und Nina Hagen. Seit Ende der 1980er Jahre bis etwa 2000 arbeitete er exklusiv als Fotograf für David Hasselhoff, danach veröffentlichte er aus seinem Bildbestand eine Reihe von Bildbänden bei dem Berliner Verlag Schwarzkopf und Schwarzkopf.
Didi Zill lebt heute in Unterföhring bei München und betreibt eine eigene Fotoagentur.

## Veröffentlichungen

### Musikalische Veröffentlichungen
- Didi & his ABC Boys: Beat aus Berlin. 1965
- Didi Zill: Hoch lebe Rock´n Roll/Fremder 1976
- Didi Zill: Chantilly Jane/Bye Bye Daddy 1977
- Didi Zill: Rock´n Roll Made in Germany/Das Erste Mal 1977
- Didi Zill: Leslie/Teenage Star 1978
- Didi Zill: Video Killed the Radio Star/Ich bin nicht der Stoff aus dem.. 1979
- Didi Zill: Rock´n Roll made in Germany LP 1977

### Bücher
- Boney M. Schwarzkopf und Schwarzkopf, Berlin 2006.
- American Wrestling. Schwarzkopf und Schwarzkopf, Berlin 2005.
- Neil Diamond. Schwarzkopf und Schwarzkopf, Berlin 2005.
- Boy George & Culture Club. Schwarzkopf und Schwarzkopf, Berlin 2004.
- The Police. Schwarzkopf und Schwarzkopf, Berlin 2004.
- Depeche Mode. Schwarzkopf und Schwarzkopf, Berlin 2004.
- Kiss. Schwarzkopf und Schwarzkopf, Berlin 2003.
- Jethro Tull. Schwarzkopf und Schwarzkopf, Berlin 2003.
- Creedence Clearwater Revival. Schwarzkopf und Schwarzkopf, Berlin 2003.
- Neue deutsche Welle. Schwarzkopf und Schwarzkopf, Berlin 2003.
- Deep Purple. Schwarzkopf und Schwarzkopf, Berlin 2002.
- Peter Maffay. Moewig-Verlag, Rastatt 1990.